# Ropný průmysl v Nigérii
Nigérie je největším producentem ropy a zemního plynu v Africe.
Ropa byla na území Nigérie objevena v roce 1954. Největší zásoby se nachází na jihu země, které je zároveň ohniskem dodnes trvajícího konfliktu v Deltě Nigeru. Od té doby se Nigérie stala zemí silně závislou na vývozu jediné komodity, surové ropy. Dlouhodobě představuje v průměru více než 90 % jejího vývozu, tedy i zdroj zahraniční měny, čímž zaujímá status jednoho z největších exportérů ropy v subsaharské Africe.

## Ropný průmysl
Nigerijské ropné bohatství bylo objeveno v 60. letech 20. století. Od té doby vláda věnovala mnoho investic do stavby potřebné infrastruktury – země nyní disponuje čtyřmi rafinériemi, více než 300 ropnými poli a 7000 km ropovodů. Síť ropovodů následně propojila některé strategické nigerijské státy, cíleně pak rafinérie Warri, Kaduna a Port Harcourt I a II. Přestože se na území nachází několik ropných plošin, většina těžebních aktivit je stále koncentrována v Deltě Nigeru. Navzdory objemu těžby však Nigérie nemá dostatečné kapacity ropu dále zpracovat. Závislost na dovozu rafinovaných ropných produktů, jako je diesel nebo petrolej, se tak negativně projevuje na stavu běžného účtu platební bilance Nigérie.
Zahraničních těžebních společností na tomto území operuje mnoho, mezi nejvýznamnější patří: Exxon Mobil, Chevron sídlící v USA, britsko-nizozemský Royal Dutch Shell, norský Statoil, Total, Egypt nebo brazilský Petrobras. Zmíněni by měli být i další aktéři, kterými jsou ministerstvo pro ropu (ministry of petroleum resources) a Knpc
```
(The Nigerian National Petroleum Corporation) – státem ustavená instituce podílející se jak na těžbě, tak na regulaci ropného průmyslu. Zahraniční těžební společnosti ovšem čelí častým útokům spojenými s konfliktem v regionu Delty Nigeru, neboť jejich činnost je ostře kritizována za rozsáhlou degradaci životního prostředí v této oblasti
[
3
]
. V některých případech byly nuceny svou činnost dočasně přerušit, což vede k nezanedbatelným ztrátám v produkci ropy.
```

## Ropné sabotáže
Významným faktorem ovlivňujícím situaci v Nigérii je tzv. ropný terorismus. Poprvé o něm lze mluvit v roce 2006, kdy organizace MEND (Movement for the Emancipation of the Niger Delta), aktivní zejména v letech 2006 až 2009, unesla 4 zaměstnance společnosti Shell. V průběhu roku 2006 nechala vybuchnout několik ropovodů, obsadila ropný vrt nacházející se blízko pobřeží a útočila proti nigerijským vojákům. Militantní skupiny po tomto činu zůstávaly v oblasti dále aktivní, neboť jejich cílem bylo poškodit kapacity ropného průmyslu do takové míry, aby nigerijskou vládu donutila řešit problémy socioekonomického a environmentálního charakteru. V roce 2016 pak bylo možné mezi ostatními zaznamenat vzestup nové skupiny, NDA (Niger Delta Avengers), kterou lze ve své podstatě považovat za nástupce MEND. Jejich cíle jsou v základu shodné s organizací MEND, neboť usilují o zrovnoprávnění oblasti Delty, která čelí dlouhodobé marginalizaci.
Kromě ropného terorismu zvyšujícím úniky ropy se může jednat také o vandalismus, jehož původce lze hledat zejména mezi mladými trpícími nedostatkem zaměstnání. Ropné havárie však nebyly vždy jen výsledkem cíleného vandalismu – objevovaly se již v počátcích po objevení ropy, ovšem důvodem bylo spíše zastaralé vybavení a koroze. Relativní úspěchy „vandalů“ tak přispívají k přetrvávání konfliktu, neboť členové ozbrojených skupin mezi sebou distribuují výnosy z ukradené ropy, čímž se počet jejich členů zvyšuje. Některé těžařské společnosti z tohoto důvodu poskytují ozbrojencům přímé platby, aby uklidnily násilí. Reporty Human Rights Watch opakovaně hlásily represe a použití násilí proti militantním skupinám ze strany policie a speciálních bezpečnostních složek, a to v podobě střelby, žhářství a znásilnění. Těžařské společnosti naopak čelí útokům na ropná zařízení, i únosům svých zaměstnanců.

## Opatření federální vlády
Možnosti přímé reakce vlády na ropný terorismus a sabotáže jsou omezené vzhledem lokálnímu charakteru konfliktu, kdy se kromě kartelů angažují zejména drobné neorganizované skupiny. Další překážkou je obtížný terén v regionu Delty Nigeru, jelikož se zde nachází rozsáhlé mangrovové a sladkovodní bažiny, a oblast je vyplněna sítí potoků a jiných geografických překážek, tudíž jakákoliv bezpečností opatření jsou obtížná. Zabránění nelegálnímu obchodu s ropou se federální vláda snaží cestou větší ochrany tras, kdy se v ochraně ropných zařízení a přepravy angažuje i nigerijské námořnictvo.
Významným legislativním aktem v posledních letech je tzv. Petroleum Industry Governance Bill schválený v roce 2017, který nahrazujíce dosavadní legislativu vztahující se k tomuto sektoru. Jeho cílem je upravit dosavadní regulaci ropného sektoru, přičemž mezi jeho stěžejními body lze najít nové definice pravomocí udělených jednotlivým institucím. Hlavním aktérem zůstává ministerstvo pro ropu, které formuluje a monitoruje ropnou politiku; přitom však v porovnání s předchozí právní úpravou přesouvá pravomoc udělování a obnovení licencí na těžbu do rukou specializované Komise (Nigeria Petroleum Regulatory Commission). Tato komise bude obstarávat rovněž distribuci, nabídku a cenovou kontrolu ropných produktů, a bude také administrativně zajišťovat dodržování příslušných zákonů a regulací.
Platnost do této doby vydaných licencí by měla zůstat nedotčena. Důležitou změnou oproti předchozí právní úpravě je, že případní investoři a žadatelé o licenci nebudou nuceni, tak jako doposud, žádat o její udělení více institucí. To bude nyní regulovat jediná nezávislá instituce, kterou je NPRC. Nová právní úprava však obsahuje několik diskutabilních bodů týkajících se rozdělování příjmů z ropy.